# Fundão
Fundão este un oraș în Districtul Castelo Branco, Portugalia.